# Push the Button (canção)
"Push The Button" é uma canção do girl group britânico Sugababes, lançado como primeiro single do seu quarto álbum de estúdio, Taller in More Ways (2005). Composto por Dallas Austin e as Sugababes, foi inspirado por uma paixão que a integrante do grupo Keisha Buchanan desenvolveu com outro artista. Musicalmente, "Push the Button" é uma música de electropop e R&B com vários efeitos de computador.
A música recebeu críticas positivas dos críticos de música, que elogiaram sua concepção e produção. Alguns críticos o chamaram de um dos melhores singles pop dos anos 2000. "Push the Button" tornou-se um dos lançamentos comercialmente mais bem sucedidos do grupo. O single alcançou o número um na Áustria, Irlanda, Nova Zelândia e Reino Unido, e chegou ao top cinco em toda a Europa e na Austrália. Foi nomeado para o melhor single britânico no Brit Awards de 2006. Tornou-se Top of the Charts no Reino Unido em 2 de outubro de 2005.
Matthew Rolston dirigiu o videoclipe da música, que foi filmado em Shepherd's Bush, Londres. Mostra as Sugababes flertando com três homens em um elevador. As Sugababes realizaram o single em festivais e eventos como Oxegen 2008 e o V Festival 2008. "Push the Button" aparece na trilha sonora de It's a Boy Girl Thing (2006).

## Desenvolvimento e conceito

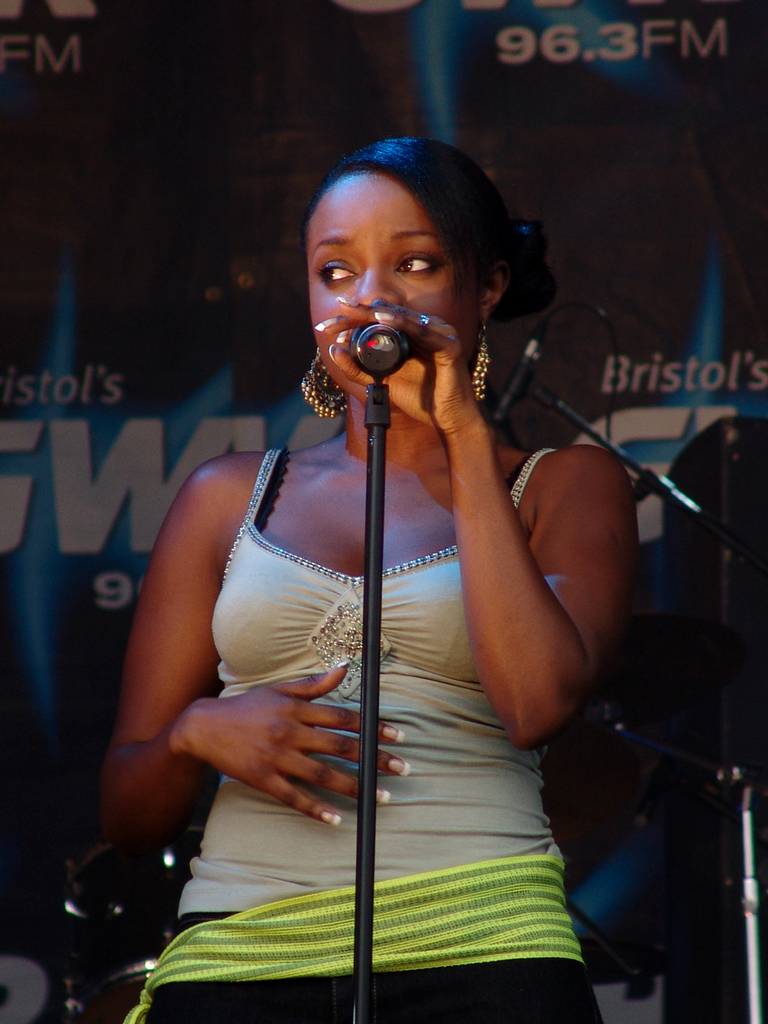
"Push the Button" foi inspirado por um flerte que Keisha Buchanan desenvolveu com outro artista.

O desenvolvimento de "Push the Button" começou enquanto as Sugababes viajavam para os Estados Unidos para trabalhar em seu quarto álbum de estúdio, Taller in More Ways (2005). O produtor e compositor americano Dallas Austin colaborou com o grupo durante os estágios iniciais do desenvolvimento do álbum. Ele visitou Londres para trabalhar com elas, embora o grupo mais tarde viajou para os EUA e ficou com ele em sua mansão em Atlanta, Geórgia. Austin escreveu cinco faixas para o álbum, incluindo "Push the Button", que ele compôs em colaboração com os Sugababes. De acordo com a integrante do grupo Heidi Range, a música foi "a última faixa" finalizada para o álbum.
"Push the Button" foi conceituado depois que a integrante do grupo Keisha Buchanan, desenvolveu uma paixão com outro artista que estava colaborando com Austin. Buchanan disse a Jess Cartner-Morley do The Guardian, que ela fez avanços em relação ao homem, mas ele não sabia das intenções dela: "Eu realmente gostei desse cara, então eu pensei assim, eu sabia que ele gostava de mim também, mas ele simplesmente não conseguia perceber que eu estava tentando dizer." Austin recomendou Buchanan para dizer ao homem que "pressionasse o botão" ou que eventualmente se movesse.
Mutya Buena, outra integrante da Sugababes, esclareceu o encontro de Buchanan com o artista para Jackie Hayden, da revista Hot Press, dizendo: "Todos nós sabíamos que havia algo acontecendo entre eles no momento, mas tentamos dar espaço uns aos outros". Ela descreveu "Push the Button" como uma música "com referências de significado e vida real", e caracterizou-a como tendo uma "vibração urbana". Austin produziu a música, que foi gravada no DARP Studios em Atlanta & Home Recordings, Londres. "Push the Button" foi mixado por Jeremy Wheatley no TwentyOne Studios, em Londres, em colaboração com Richard Edgeler. Rick Shepphard projetou a música.

## Composição e letra
"Push the Button" é um uptempo electropop e R&B. K. Ross Hoffman, do AllMusic, chamou-o de "canção electropop para baladas", enquanto Joe Muggs, do The Daily Telegraph, observou que a produção de Austin combina eletropop "estridente" com R&B americano "liso". De acordo com as partituras digital publicada pela Hal Leonard Corporation, "Push the Button" foi composto na nota de Lá bemol maior usando o tempo comum, com um ritmo acelerado de 126 batimentos por minuto. A instrumentação da música é composta de bateria, teclado, guitarra e baixo.
A produção consiste em vários batimentos de computador e efeitos eletrônicos. A música contém uma ponte ascendente incorporada no refrão, que consiste nas linhas: "Se você estiver pronto para mim, garoto / É melhor você pressionar o botão e me avisar / Antes de eu ter uma ideia errada e ir." Liricamente, a música é sobre a frustração sexual de uma mulher de ser despercebida por um homem. Joe Macare da Stylus Magazine descreveu a entrega de Buena na letra "meu burro sexy" como "despreocupada" e observou que a letra adapta uma "abordagem idiossincrática" à língua inglesa. Musicalmente, "Push the Button" recebeu comparações ao som do grupo pop ABBA.

## Lançamento e recepção
"Push the Button" foi anunciado como single principal do disco Taller in More Ways em agosto de 2005. A Island Records lançou-o como um CD single e download digital em 26 de setembro de 2005 com um lado B acompanhado intitulado "Favorite Song", composto pelos Sugababes, Cameron McVey e Jony Lipsey. Um extended play foi lançado, com um remix da música, e o lado B "Like the Weather", que foi escrito pelos Sugababes, Cathy Dennis e Guy Sigsworth. "Push the Button" está incluído no álbum de grandes sucessos do grupo Overloaded: The Singles Collection.
"Push the Button" recebeu críticas positivas de muitos críticos. Linda McGee, da RTÉ, elogiou a batida e a melodia da música, e a chamou de melhor faixa do álbum. A canção recebeu uma resposta semelhante de K. Ross Hoffman da AllMusic, que o notou como um dos destaques do álbum, e elogiou sua simplicidade e eficácia. O Alexis Petridis do The Guardian, considerou a melodia como "doce e viciante como bala", enquanto o Kitty Empire da mesma publicação escreveu que a "simplicidade superficial da faixa" mascara um gancho que não vai deixar ir". Escrevendo para o Daily Record, o repórter John Dingwall considerou a música como "extremamente atraente e sonho-retro".
Um jornalista do Liverpool Daily Post, caracterizou "Push the Button" como "outro som nervoso" e disse que ele capitaliza as "credenciais de streetwise e as forças vocais individuais das Sugababes". Observer Music Monthly descreveu as letras da música como "pop perfeito" e reconheceu como um dos melhores singles de 2005. A música é um "raio de luz melódica" de acordo com Rafael Behr do The Observer, que elogiou sua pegada. O crítico do Jerusalem Post, Harry Rubenstein, descreveu "Push the Button" como uma "paisagem sonora abba infecciosa". Paul Taylor, do Manchester Evening News, o chamou de um dos melhores momentos do álbum e destacou a contribuição de Austin. Um escritor da Virgin Media elogiou a produção da música, além de seu refrão, mas criticou a interpretação das Sugababes como "sem brilho".

## Performance comercial
"Push the Button" estreou no Irish Singles Chart em 29 de setembro de 2005 no número dois. A música encabeçou o gráfico para as próximas três semanas e foi o primeiro single número do grupo na Irlanda. "Push the Button" entrou no UK Singles Chart em 2 de outubro de 2005 no número um, posição que ocupou por três semanas consecutivas. Tornou-se o quarto single de Sugababes a alcançar o número um no Reino Unido. Durante a terceira semana da música no gráfico, as Sugababes foram simultaneamente o número um dos álbuns, singles e gráficos de download no Reino Unido. "Push the Button" vendeu 471 mil cópias no Reino Unido e é o segundo single mais vendido da Sugababes, atrás de "About You Now".
"Push the Button" entrou no Austrian Singles Chart no número um e permaneceu na posição por cinco semanas. A música alcançou o número dois no German Singles Chart e foi a terceira faixa britânica mais tocada na rádio alemã em 2005. Era o 86º maior sucesso dos países da década de 2000. O single atingiu o número dois na Bélgica (Flandres), na Hungria, na Noruega e na Roménia e atingiu o número três na República Tcheca, Dinamarca e na Suíça. A música atingiu o número três na tabela holandesa Top 40 durante seis semanas consecutivas e passou duas semanas no número quatro da Swedish Singles Chart.
"Push the Button" estreou no número 24 no Australian Singles Chart na edição de 30 de outubro de 2005. Após semanas de flutuação no gráfico, a música alcançou o número três em 15 de janeiro de 2006. Tornou-se o single mais bem sucedido de Sugababes na Austrália. O single foi certificado platina pela Australian Recording Industry Association (ARIA), denotando remessas de 70 mil exemplares. "Push the Button" entrou no New Zealand Singles Chart em 14 de novembro de 2005 no número cinco e atingiu o primeiro lugar em 23 de janeiro de 2006 por três semanas consecutivas. Foi o primeiro número single do grupo no gráfico e foi certificado de ouro pela Recording Industry Association of New Zealand, indicando vendas de 7.500 cópias.

## Videoclipe
O videoclipe de "Push the Button" foi dirigido pelo diretor americano Matthew Rolston, que colaborou com os Sugababes nos vídeos para seus singles "Hole in the Head" e "In the Middle". Foi filmado em Shepherd's Bush, em Londres, em julho de 2005. Os homens que aparecem no clipe são modelos e dançarinos, e foram selecionados com base em sua habilidade dançante. Buena descreveu o vídeo como "realmente cheeky" e declarou que "acabou realmente ótimo no final". Algumas cenas foram removidas da edição final devido ao seu conteúdo sexual, embora Buchanan admitiu que queria que ele fosse mais sugestivo.
O vídeo apresenta Range, Buchanan e Buena saindo de um elevador em pisos separados de um edifício alto, o elevador foi chamado por homens inocentes. Range chega no andar do primeiro homem, descrito por Buena como 'Mr. Shy Guy', e os dois começam a flertar uns com os outros. Buchanan abre a porta do elevador para ver, o segundo homem, 'Mr Too Cool' e Buchanan são mostradas a flertar e dançar com ele. Buena surge do elevador para encontrar 'Mr. Perfect', o terceiro homem. Buena tira seu guarda-chuva dobrado e joga fora, e logo começa a flertar com ele.

"Houve algumas cenas retiradas, quando meus shorts subiram muito alto e tenho muitas fãs jovens e amigos e não queria que eles pensassem que estava fazendo um vídeo de strip-tease ou um vídeo pornô, então eu pedi para cortarem essas cenas".

—Mutya Buena comentando as cenas sensuais do vídeo.
No final do vídeo, Range se inclina sobre 'Mr. Shy Guy' de forma sedutora, Buchanan empurra 'Mr Too Cool' para o chão, e Buena dá a 'Mr. Perfect' uma dança no colo. As Sugababes são exibidos dançando no elevador ao longo do clipe. Gavin Martin, do Daily Mirror, escreveu que "lançam cautela e se apresentam como voraz comedoras de homem" no vídeo. Ele comparou a dança de Buchanan com a do grupo feminino americano Destiny's Child no vídeo para seu single "Bootylicious". Madeline Crisp, da mesma publicação, descreveu as Sugababes como tendo um "olhar dos anos 60". O video atingiu o primeiro lugar no ranking da TV no Reino Unido durante duas semanas consecutivas. Na Austrália, o clipe atingiu o número três na contagem regressiva da Top 50 da Rage.

## Performances ao vivo

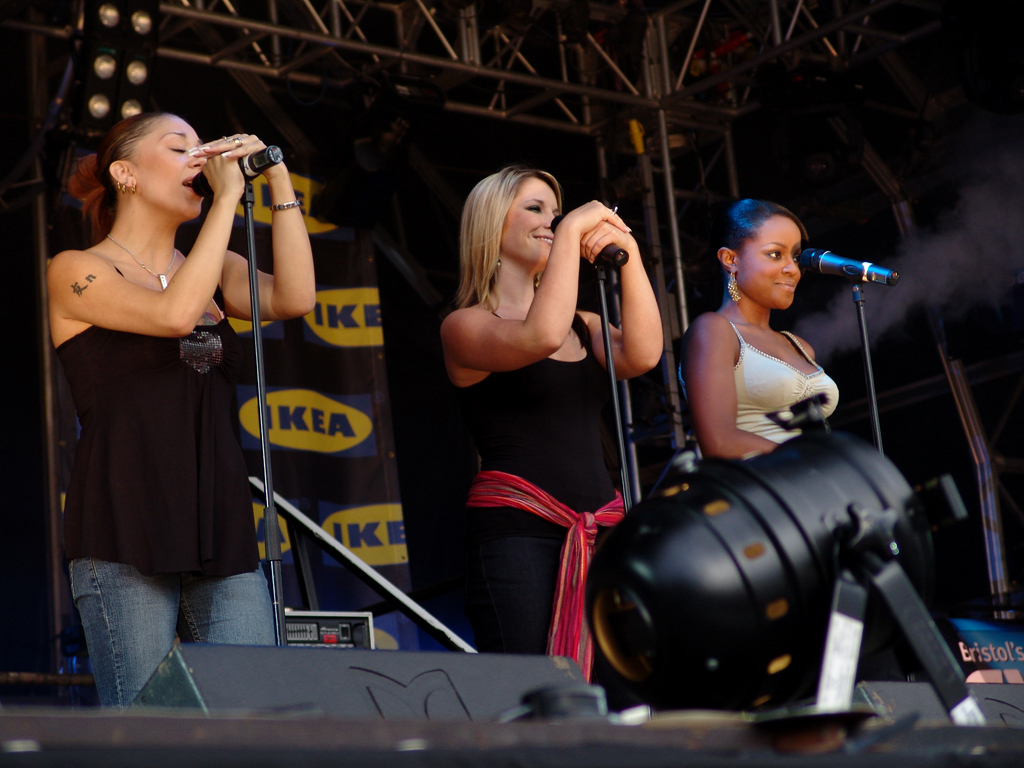
As Sugababes performaram "Push the Button" no Oxegen Festival e V Festival.

As Sugababes viajaram para Turim, Itália, em fevereiro de 2006 e cantaram "Push the Button" para o Top of the Pops nos Jogos Olímpicos de Inverno. A música foi incluída na set list da turnê de 2006 do grupo em apoio ao Taller em More Ways. O single foi performado em 3 de outubro de 2006 no 100 Club em Oxford Street, Londres, como parte do lançamento do álbum Overloaded: The Singles Collection. Foi a performance de encerramento do show. O grupo realizou "Push the Button" na discoteca G-A-Y de Londres em novembro de 2006, vestindo roupas de PVC e peças de latex. O single apareceu na set list da Change Tour de 2008. Elas cantaram a música em 1 de junho de 2008 em Princes Street Gardens, Edimburgo, como parte da turnê Vodafone Live Music; David Pollock do The Scotsman sugeriu que era um dos destaques do show.
As Sugababes cantou "Push the Button" em 27 de junho de 2008 em Hyde Park, Londres, como parte do concerto de Nelson Mandela de 90 anos. Elas cantaram o single em julho de 2008 no Oxegen Festival. Um jornalista da revista NME escreveu que conseguiram "uma das maiores multidões" no evento.. Uma versão rock foi realizada no Festival V de 2008 em Essex, Inglaterra. O grupo tocou a música em 28 de agosto de 2008 no Bridlington Spa como parte do show, e em novembro de 2008 para promover o lançamento da Novo Xbox Experience. As Sugababes cantaram a canção no Q Awards de 2008 no The Forum, em Londres, incorporando o sintetizador de "Will not Get Fooled Again" da banda inglesa The Who. "Push the Button" foi um dos singles que elas performaram no centro de entretenimento de St Osyth, The Venue, em 7 de março de 2009. O grupo realizou-o em 10 de julho de 2009 no Riverside Ground, no County Durham, na Inglaterra, como parte da set list. Buchanan interpretou a música em 19 de julho de 2011 no Jacques Townhouse, como parte da set list que incluía a "Overload" de estreia do grupo, além de suas faixas solo. Range e seu parceiro de dança Andrei Lipanov dançaram "Push the Button" durante sua participação na sétima temporada da série Dancing on Ice.

## Legado
Andy Kellman, da AllMusic, descreveu "Push the Button" como um dos mais populares singles "inteligentes e sugestivos" dos anos 2000, enquanto Cameron Adams, do Herald Sun, o destacaram como um dos melhores lançamentos pop da década. Em outubro de 2008, Nick Levine, da Digital Spy, chamou a música de um dos melhores singles pop do século XXI. Buchanan o nomeou entre seus favoritos da carreira do grupo, citando sua representação na música pop "em uma luz diferente". "Push the Button" foi classificado no 42º lugar na lista da revista Stylus de "Top 50 Singles of 2005" e 70º na lista do The Daily Telegraph de '100 músicas que definiram os anos 2000'. A canção deu as Sugababes uma indicação ao Prêmio BRIT Award de 2006 para "Melhor Single Britânico", mas perdeu para "Speed of Sound" do Coldplay. Foi uma das canções mais tocadas nas rádios britânicas em 2005 e tornou-se a 68ª música mais popular na rádio do Reino Unido nos anos 2000.
"Push the Button" foi referenciado várias vezes na cultura popular. A música serve como a faixa de abertura para a trilha sonora do filme de 2006, It's a Boy Girl Thing. Foi exibido em um comercial para máquinas de café Tassimo, o que levou a um aumento nas vendas do produto, bem como a transmissões do mercado em toda a Europa e nos Estados Unidos. A banda inglesa Starsailor realizou uma versão cover ao vivo da música como o lado B de seu single de "This Time" de 2006. Também foi regravado pelo duo de hip hop inglês Dan le sac vs Scroobius Pip, que a interpretou no Bestival 2008. Lynsey Haire dos eFestivals escreveu que o desempenho "se saiu especialmente bem com o público". "Push the Button" foi incluído na playlist para a Cerimônia de abertura dos Jogos Olímpicos de Verão de 2012. Os bombeiros de Staffordshire, Inglaterra, realizaram uma versão cover, embora as letras foram modificadas para incentivar o público a testar regularmente os alarmes em suas casas. O vídeo foi promovido através do  YouTube, e foi visto mais de 44,000 vezes. Peter Dartford, o chefe de bombeiros de Staffordshire Fire e Rescue Service, disse:
Estamos continuamente tentando formas novas e inovadoras para transmitir a mensagem, sobre a importância de ter alarmes de fumaça e verificá-los regularmente, mas muitas pessoas ainda não estão ouvindo. Espero que agora tenham ouvido esta música e assistindo o vídeo - você simplesmente não pode deixar de ouvir as palavras e rir do vídeo.

## Faixas e formatos
| - CD single / digital download 1. "Push the Button" – 3:38 2. "Favourite Song" – 3:46 | - Extended play (EP) 1. "Push the Button" – 3:38 2. "Like the Weather" – 3:45 3. "Push the Button" (DJ Prom Remix) – 8:14 |

## Desempenho nas tabelas musicais
| Chart (2005)                                   | Maior posição |
| ---------------------------------------------- | ------------- |
| O campo songid é OBRIGATÓRIO PARA PARADA ALEMÃ | 2             |
| Austrália (ARIA)                               | 3             |
| Áustria (Ö3 Austria Top 75)                    | 1             |
| Bélgica (Ultratop 50 de Flandres)              | 2             |
| Bélgica (Ultratop 50 da Valônia)               | 33            |
| Dinamarca (Hitlisten)                          | 3             |
| Eslováquia (Rádio Top 100)                     | 92            |
| Europa (European Hot 100 Singles)              | 1             |
| Finlândia (Suomen virallinen lista)            | 8             |
| França (SNEP)                                  | 17            |
| Hungria (Rádiós Top 40)                        | 2             |
| Irlanda (IRMA)                                 | 1             |
| Itália (FIMI)                                  | 11            |
| Noruega (VG-lista)                             | 2             |
| Nova Zelândia (Recorded Music NZ)              | 1             |
| Países Baixos (Single Top 100)                 | 3             |
| Reino Unido (UK Singles Chart)                 | 1             |
| República Checa (Rádio Top 100)                | 3             |
| Romênia (Romanian Top 100)                     | 2             |
| Suécia (Sverigetopplistan)                     | 4             |
| Suíça (Schweizer Hitparade)                    | 3             |
| Turquia (Turkish Singles Chart)                | 1             |

| Chart (2005)                          | Posição |
| ------------------------------------- | ------- |
| Alemanha (Media Control AG)           | 19      |
| Austrália (ARIA)                      | 71      |
| Áustria (Ö3 Austria Top 40)           | 5       |
| Bélgica (Ultratop 50 Flanders)        | 19      |
| Europa (Billboard)                    | 10      |
| Hungria (Rádiós Top 40)               | 82      |
| Irlanda (IRMA)                        | 10      |
| Países Baixos (Dutch Top 40)          | 7       |
| Países Baixos (Mega Single Top 100)   | 8       |
| Nova Zelândia (RIANZ)                 | 31      |
| Reino Unido (Official Charts Company) | 10      |
| Romênia (Romanian Top 100)            | 100     |
| Suécia (Sverigetopplistan)            | 21      |
| Suíça (Schweizer Hitparade)           | 37      |
| Turquia (Turkish Singles Chart)       | 2       |
| Chart (2006)                          | Posição |
| Alemanha (Media Control AG)           | 37      |
| Austrália (ARIA)                      | 45      |
| Áustria (Ö3 Austria Top 40)           | 56      |
| Europa (Billboard)                    | 55      |
| Hungria (Rádiós Top 40)               | 4       |
| Romênia (Romanian Top 100)            | 60      |
| Turquia (Turkish Singles Chart)       | 4       |
| Suíça (Schweizer Hitparade)           | 58      |

| Chart (2000–2009)               | Posição |
| ------------------------------- | ------- |
| Alemanha (Media Control AG)     | 86      |
| Países Baixos (Dutch Top 40)    | 50      |
| Turquia (Turkish Singles Chart) | 21      |

## Vendas e certificações
| Região                                                                                             | Certificação | Vendas   |
| -------------------------------------------------------------------------------------------------- | ------------ | -------- |
| Alemanha (BVMI)                                                                                    | Ouro         | 150,000^ |
| Austrália (ARIA)                                                                                   | Platina      | 70,000^  |
| Áustria (IFPI Áustria)                                                                             | Ouro         | 15,000*  |
| Dinamarca (IFPI Dinamarca)                                                                         | Ouro         | 4,000^   |
| Nova Zelândia (RMNZ)                                                                               | Ouro         | 5,000*   |
| Reino Unido (BPI)                                                                                  | Platina      | 471,000  |
| Suécia (GLF)                                                                                       | Platina      | 50,000^  |
| *números de vendas baseados somente na certificação ^distribuições baseadas apenas na certificação |              |          |